# Sự im lặng
Sự im lặng (tên gốc tiếng Hàn: 도가니; phiên âm: Dogani; còn được biết đến với tên tiếng Anh: The Crucible) là một bộ phim của Hàn Quốc được công chiếu vào năm 2011, phim dựa theo cuốn tiểu thuyết cùng tên của Gong Ji-young, và có sự diễn xuất của các diễn viên Gong Yoo và Jung Yu-mi. Phim mô tả về một câu chuyện có thật tại trường Gwangju Inhwa vào những năm 2000 trong đó tập trung đi sâu vào các đề tài lạm dụng tình dục trẻ em (các học sinh). Buộc phải im lặng được công chiếu vào ngày 22 tháng 9 năm 2011. Phim được gửi tham dự chùm Phim Hàn Quốc tại Liên hoan phim quốc tế Hà Nội lần thứ 2.

## Nội dung
Bối cảnh thực của tiểu thuyết này bắt nguồn từ một phiên tòa phúc thẩm ở thành phố Gwangju, miền Nam Hàn Quốc vào năm 2006, một thầy giáo Trường Inhwa bị buộc tội cưỡng bức bé gái 13 tuổi bị khiếm thính và mức án dành cho bị cáo là 1 năm tù. Bản án quá nhẹ đã gây bức xúc trong dư luận Hàn Quốc và nhà văn Gong Ji-young đã dựa vào câu chuyện trên sáng tác một cuốn tiểu thuyết về nạn tấn công tình dục bị bưng bít ở nước này và cuộc đấu tranh đòi công lý của các nạn nhân. Cốt truyện trên là nội dung cơ bản của phim.
Ngoài ra trong vụ án này, 4 giáo viên và nhân viên bị buộc tội cưỡng bức hay quấy rối tình dục nhằm vào ít nhất 8 học sinh từ 7 đến 22 tuổi, trong đó một số là trẻ mồ côi, khuyết tật, thiểu năng trí tuệ, từ năm 2000 đến 2004. Nhưng cuối cùng chỉ có hai người bị tuyên án.
Vụ quấy rối tình dục ở Trường Inhwa chỉ được đưa ra ánh sáng vào năm 2005 sau khi một giáo viên trình báo vụ việc đến các nhóm nhân quyền, và người này sau đó đã bị nhà trường sa thải. Cảnh sát chỉ bắt đầu vào cuộc điều tra vụ án Trường Inhwa vào 4 tháng sau, khi một nhóm cựu học sinh lên tiếng trên Đài Truyền hình quốc gia. Và khi chính quyền thành phố Gwangju và Ban giám hiệu Trường Inhwa muốn lấp liếm vụ việc, một đám đông học sinh và phụ huynh buộc phải biểu tình ngồi suốt 8 tháng trước Tòa thị chính để đòi công lý.

## Diễn viên
- Gong Yoo vai Kang In-ho
- Jung Yu-mi vai Seo Yoo-jin

## Ảnh hưởng
Bộ phim dẫn đến cuộc tranh cãi về tội phạm tấn công tình dục trên khắp Hàn Quốc, đồng thời nêu bật thân phận dễ bị xâm hại của trẻ em gái vị thành niên và phụ nữ khuyết tật ở nước này. Bộ phim có kinh phí thấp, cấm trẻ em dưới 18 tuổi nhưng thật sự đã có tác động mạnh đến xã hội gia trưởng Hàn Quốc. Phim thu hút gần 4,4 triệu người xem (tức gần 1/10 dân số, theo Ủy ban Điện ảnh Hàn Quốc), trong đó có Tổng thống Lee Myung-bak, một số thẩm phán và công tố viên cao cấp. Nhà xã hội học Chun Sang-chin ở Đại học Sogang nhận định, bộ phim đã phản ánh đúng thực trạng của xã hội Hàn Quốc.
Tổng thống Lee Myung-bak là một trong những người đầu tiên lên tiếng kêu gọi sự thay đổi về luật pháp và thể chế, thông qua luật mới cứng rắn hơn nữa đối với loại tội phạm tấn công tình dục. Bộ phim ra đời sau một loạt vụ việc cho thấy hệ thống tư pháp Hàn Quốc đã không bảo vệ các nạn nhân, trong khi những người giàu có và thành viên của những gia đình gọi là "chaebol" (những người kiểm soát các tập đoàn khổng lồ của Hàn Quốc như Samsung, LG và Lotte) luôn cư xử như đứng trên luật pháp.